# Теодор Цеклер
Теодор Цеклер (Цьоклер; нім. Theodor Zöckler; 1867, Грайфсвальд, Німеччина — 1949, Штаде, Німеччина) — німецький євангельський священик, благодійник, доброчинець, провідник галицьких німців. Свою діяльність протягом 48 років провадив у Станиславові. Пастор, який прибув до Галичини опікуватися німецькою громадою, здобув прихильність і повагу серед українців.

## Біографія
Виходець із сім'ї університетського професора.
Закінчив Лейпцизький університет, доктор теології.
1891 — прибув у Галичину з планами євангелістської місії серед місцевого німецького населення та єврейства. Оселився у Станиславові як місіонер і приєднався до місцевої німецької громади (400 осіб із 30 тисяч мешканців міста).
Належав до євангельсько-авгсбурзького та гельвецького визнання (лютеранського та кальвіністського спрямування). Коріння цього релігійного утворення сягає 1781, коли габсбурзька влада своїм законом визнала юридичні права протестантських громад у своїх володіннях. З появою Цеклера євангельсько-авгсбурзьке та гельвецьке визнання остаточно утвердилося в Галичині.
У Станиславові Т.Цеклер, крім душпастирства, зайнявся підприємницькою діяльністю. Під його проводом німецька громада збудувала фабрику з виробництва агротехніки VIS (тепер це завод «Агромаш», вул. Височана). Тут вчилися ремеслу та працювали хлопці із німецьких сиротинців, було конструкторське бюро, адміністративне приміщення, ливарня, слюсарня, кузня. Кілька місцевих підприємців (переважно єдиновірці Т.Цеклера) співпрацювали з його підприємством.
Наполегливою працею Т.Цеклеру вдалося вдосконалити життя місцевої німецької громади, і вона тісно згуртувалася навколо свого лідера.
31 серпня 1896 року подружжя Цеклерів відкрили сиротинець «Вифлеєм» (містився на вул. Незалежності, 87; знесений 2010 року), який став тоді притулком для 12 дітей. Поруч з ним колись стояв будинок, де мешкав сам пастор з дружиною Ліллі та 6 власними дітьми, та євангелістська церква (збудована 1885, зруйнована на початку 1970-х років).
Цеклер почав будівництво школи для німецької громади — по вулиці Келінського (теперішня Лепкого). 1898 спорудження німецької школи було завершене (її будівлю збережено, вона є одним із корпусів теперішньої ЗОШ № 11; там відкрито музей історії школи, центральною експозицією якого є історія німецької гімназії; на будинку встановлено меморіальну таблицю на честь Т.Цеклера).
1908 — на особисті кошти Цеклерів поруч із сиротинцем «Вифлеєм» була збудована триповерхова камениця, в якій зараз молочна та хлібна крамниці. У 1932 до неї добудували ще одну, де жили робітники фабрики, кухарі, пекарі.
1913 — на вулиці Т.Цеклера звели будинок «Сарепта», в якому працювали сестри милосердя, що доглядали дітей. У 1920-х роках тут розташували притулок для учениць нормальної школи «Бетаніен», роботою якого керувала донька Цеклерів, Марта, та притулок для гімназисток «Елім» на чолі з її молодшою сестрою Лені. Тут же були дитячий садочок і дім для літніх людей «Сунем». У двоповерховому будинку був шпиталь. До середини 1930-х рр. у будинку поруч із садочком мешкала найстарша дочка Елізабет зі своїм чоловіком пастором Лемпом, а пізніше — сім'я пастора Мартіна Цеклера (сина Теодора).
Було засновано будинок для хлопчиків «Мартінеум» (одноповерхова будівля по вул. Марійки Підгірянки, нині вже знесена). Поруч у двоповерховому будинку з мансардою був «Паулінум» — притулок для молодих вікаріїв. Обидва об'єкти були названі на честь синів Теодора Цеклера.
В Івано-Франківську у спадок від німецької громади залишився колишній Німецький народний дім, в якому була велика зала для урочистостей і спортзал. Поруч — кегельбан і спортивний майданчик.
Т.Цеклер став засновником найвагомішої структури німецької протестантської місії у Центрально-Східній Європі. У протестантському середовищі вона була відома як «Станиславівські заклади».
1918 — Т.Цеклер звернувся до уряду ЗУНР по дозвіл на створення німецької гімназії. 10 лютого 1919 року у Станиславові відкрили німецьку гімназія, яка проіснувала до 1939 року (тепер це школа № 14).
1924 — очолив Союз церков євангельсько-ауґсбурзького і гельвецького визнання (СЦАГ). Східний сеньйорат СЦАГу налічував 38 громад.
1925 — із СЦАГ у Станиславові та Коломиї відокремилася Українська Євангельсько-Реформована Церква (УЄРЦ). Мета її утворення — спроба здійснити українську самобутню церковну реформацію з орієнтацією на кальвінізм. Єпископом УЄРЦ став Т.Цеклер. Проповіді перед українською паствою він виголошував українською мовою. Т.Цеклер налагодив тісні стосунки з євангелічними українцями з Північної Америки (переселенцями до США та Канади), звідки почала надходити допомога та консультації. Зокрема, в Галичину прибув доктор Сільвестр Бах (духівник президента США Томаса Вудро Вільсона) та кілька пасторів. У цей же час формується Українська євангельська церква авгсбурзького віровизнання (УЄЦАВ), одним із найяскравіших засновників її став пастир Теодор Ярчук з Тернопільщини (репресований органами НКДВ і страчений).
25 вересня 1939 — радянський маршал К.Ворошилов видав наказ, що стосувався благодійної організації Т.Цеклера. Було наголошено не чинити жодних перешкод як щодо майна, так і щодо самого пастора та членів його сім'ї. Втім, радянська влада згодом таки конфіскувала майно.
Після підписання пакту Ріббентропа-Молотова у грудні 1939 назавжди родина Цеклерів виїхала зі Станиславова — разом з рештою німецької громади.
Теодор і Ліллі Цеклери 1943 році ще раз відвідали Станиславів, але виявили запустіння в будівлях, в яких раніше були розташовані опікунські заклади. Зокрема, у «Вифлеємі» — вибиті шибки на вікнах, двері — без замків, котли та пічки — розкрадені.
Теодор Цеклер помер 1949 року у німецькому місті Штаде. Ліллі Цеклер померла в Ґеттінґені у віці 94 років.

## Спадщина та вшанування родини Цеклерів у Івано-Франківську
У серпні 2007 вулиці Розумовського в Івано-Франківську повернуто довоєнну назву — вулиця Теодора Цеклера.
Із понад 20 будинків, пов'язаних з історією німецької колонії Станиславова, лише дві споруди мають статус пам'яток місцевого значення — будівля колишньої німецької гімназії (Лепкого, 9) та колишнє приміщення лікарні «Бетесда» (вул. Цеклера, 18).
Один із онуків подружжя Цьоклерів — Крістіан Еразмус Цеклер, німецький лікар і письменник (* 1925, Станиславів; син найстаршого сина Цеклерів, Пауля). 2005 року у своїй книжці «Життя для дітей» він оприлюднив документи, пов'язані з діяльністю Цьоклерів у Станиславові. Ці 10 пакунків (листування, фото й інші свідчення місії Цеклерів) були знайдені на горищі протестантської лікарні Ґеттінґен — міста, де в будинку милосердя довгі роки працював наймолодший із дітей Теодора та Ліллі Цеклерів — Мартін.
Крістіан Еразмус Цеклер кілька разів відвідував Івано-Франківськ, був при відкритті меморіальної дошки, встановленої 1996 року на фасаді теперішньої школи № 11. Він приїздив у серпні 2007 під час повернення вулиці Розумовського її колишньої назви. Належить до громадської організації «Галицькі німці», заснованої ще його дідом (у сучасній Україні відома доброчинними акціями, зокрема, в галузі медицини).